# Data similis
Data similis là một loài bướm đêm trong họ Noctuidae.